# Тубулин
Тубулин је протеин од кога су изграђене микротубуле. Микротубуле настају из димера алфа и бета тубулина. Свака од ових подјединица има три домена. Гама тубулин је важан код уједрења (формирања једра) микротубула и њихове поларне оријентације. Тубулин везује ГТП (гуанозин-трифосфат) и повезује се на (+) крај микротубула у свом ГТП-стању. Укратко по везивању за ланац микротубула, ГТП се хидролизује у ГДП (гуанозин-дифосфат). ГДП-тубулин ће се раздвојити од врха микротубуле, али ако се налази у средини ланца до раздвајања неће доћи. Овај циклус ГТП-а је од суштинског значаја за динамичку нестабилност микротубула.
За тубулин се дуго мислило да је присутан само у еукариотским ћелијама. Међутим, однедавно се показало да је протеин FTS3 (који учествује у деоби прокариотских ћелија) еволуционо повезан са тубулином.
За делта и епсилон тубулин се показало да се налазе у центриолама и да могу играти улогу у образовању митотичког вретена током митозе.
Бета тубулин има молекулску тежину од око 55 kDa.